# Hilaliens
Les Banu Hilal, Hilalites ou Hilaliens (en arabe : بنو هلال), signifiant littéralement en français « les enfants du croissant de lune », étaient une confédération de tribus d'Arabie des régions de Hedjaz et Nejd ayant migré en Afrique du Nord entre la fin du Xe au XIIIe siècle.
L'afflux des Hilaliens fut un facteur majeur dans l'arabisation linguistique, culturelle et ethnique du Maghreb et dans la propagation du nomadisme dans les domaines où l'agriculture avait précédemment dominé.

## Histoire

### Contexte

Tribus arabes en 600 après J.C.

Les Hilaliens vivaient dans la partie du Hedjaz qui confine au Nejd.
Circulant parfois vers l’Irak en quête de pâturages et de points d’eau, ils devinrent les alliés politiques des Qarmates, sectaires chiites qui désolèrent l'Arabie pendant plus d'un siècle.
Ils les suivirent en Syrie et avec eux combattirent les Fatimides. Les Fatimides vainquirent les Qarmates et leurs alliés hilaliens qui furent installés dans les déserts de la rive droite du Nil. 
En 1047, Al-Muizz ben Badis met fin à son allégeance à l'égard du calife Al-Mustansir Billah et la donne au calife abasside de Bagdad. Le principal motif est religieux, permettant aux zirides d'embrasser le sunnisme. En guise de représailles, Al-Mustansir Billah ordonne aux Banou Souleim et Banou Hilal de quitter l'Arabie et de migrer vers le Maghreb. Abou Zeid al-Hilali dirige des dizaines de milliers de Bédouins vers l'Afrique du Nord qui vont arabiser fortement la région.
Les Fatimides utilisent la tribu, comme alliés et vassaux, après la conquête de l'Égypte et la fondation du Caire, afin de punir les Zirides qui avaient rompu leurs liens de vassalité,,. Afin d'encourager le déplacement des troupes, le caliphe fatimide fournit des chameaux et aide les tribus à traverser le Nil. 
Les premiers groupes envoyés sont les Banou Souleim et les Banou Riyah, les Banou Hilal les rejoignent dans un second temps. Ces mouvements engendrent un flux migratoire qui s'étend par vague jusqu'au XIIIe siècle.

### Invasion des territoires Zirides

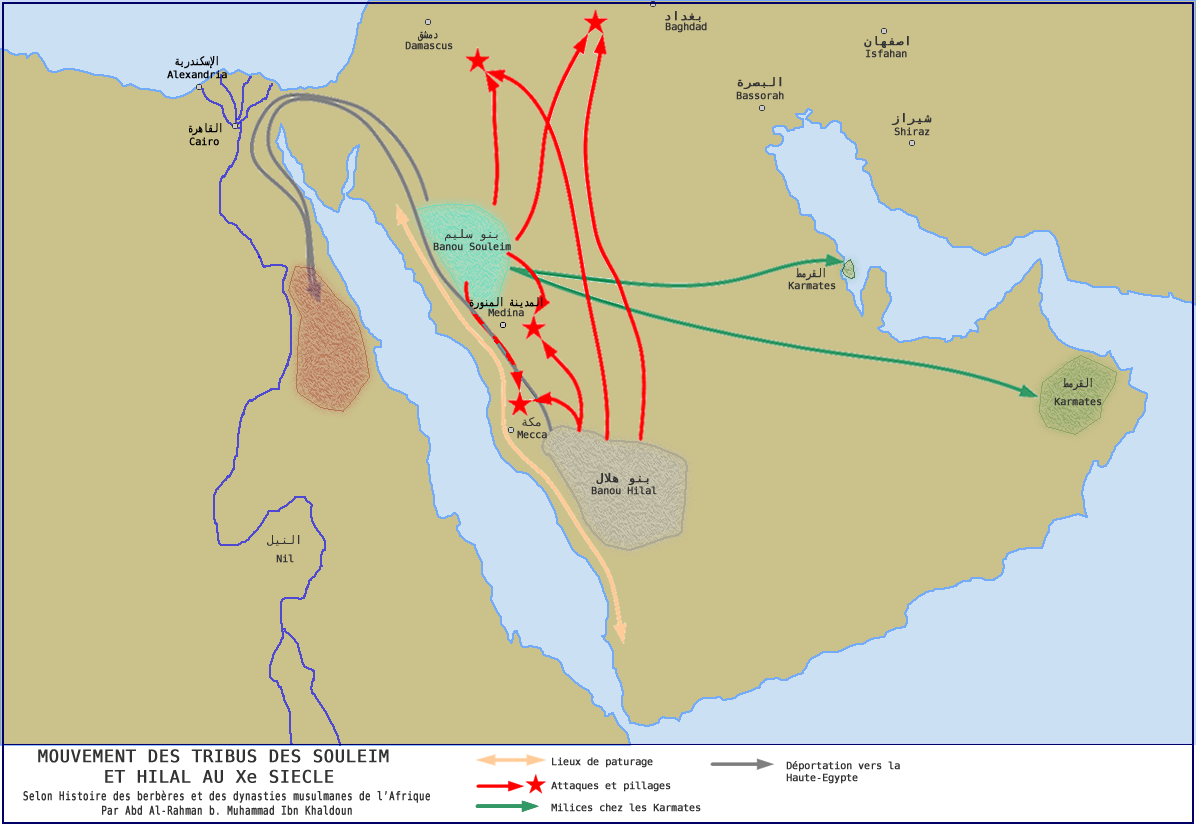
Mouvement des tribus des Souleim et Hilal au Xe siècle.

L'avancée des Hilaliens en territoire Zirides débute par Barqa. La ville est pratiquement vide, précédemment dévastée. Les Banou Souleim s'y installent pendant plusieurs décennies tandis que les Banou Hilal continuent de s'enfoncer vers l'ouest et en pratiquant le pillage. Lorsqu'ils atteignent le sud de la Tunisie, Al-Muizz ben Badis décide de se lancer contre eux avec son armée. Il est mis en déroute au cours de plusieurs batailles dont celle de Haydarân. L'instabilité causée par les raids répétés amène les Hammadides à se joindre aux attaques qui dévastent progressivement le territoire.
Ibn Khaldoun a noté que les terres ravagées par ces envahisseurs étaient devenues complètement désertiques. Il écrit à leur sujet que : « en raison de leur nature sauvage, les Arabes sont des pillards et des destructeurs ».
En 1065, une vaste coalition berbère subit une importante défaite contre les hilaliens. Leur renforcement pousse Al-Mansur ben al-Nasir (à déplacer sa capitale de la Qala'a à Bejaïa (1104). Il cède le sud du territoire aux nomades hilaliens. Ces derniers s'installent alors durablement et continuent d'exercer une pression militaire dans la région jusqu'au milieu du XIIe siècle et l'arrivée des Almohades.
Après avoir été instrumentalisés par les Fatimides pour déstabiliser les émirs berbères, les Hilaliens ont été « récupérés » par les émirs maghrébins eux-mêmes : « les princes Zirides, Hammadides, plus tard Almohades et Mérinides, n'hésitent pas à utiliser la force militaire toujours disponible que constituent ces nomades qui, de proche en proche, pénètrent ainsi toujours plus avant dans les campagnes maghrébines. »

### Sous les Almohades
Un siècle après leur arrivée en Afrique du Nord, Abd al-Mu'min demande l'aide des Banu Riyah, une faction des Banu Hilal dans sa lutte contre les chrétiens espagnols.
Cependant, une partie des Banu Riyah le soupçonnant de vouloir les faire quitter leur pays et doutant de la sincérité de sa demande, refusent.
L'un des chefs de la tribu, Yoûsef ben Mâlik, informe Abd al-Mu'min, qui envoie ses deux fils avec trente mille guerriers, marquant ainsi le début de la bataille de Sétif en 1153.
La plupart des membres de la tribu fuient avant la bataille, à l'exception de la faction de Mahrez Ibn Zyad qui décide de combattre.
Malgré leurs efforts, ils sont vaincus, et les survivants sont déportés par les Almohades dans diverses provinces du Maroc.
Après la chute de l'empire almohade, les Hilaliens participent au pouvoir dans le cadre de nouvelles dynasties fondées par les Hafsides.
Sous le règne du sultan Moulay Ismaël, les Banu Maqil, un groupe d'Arabes yéménites, qui avaient atteint au XIe siècle, en suivant leur voie propre, le Sud marocain et le Sahara occidental, pénètrent eux aussi dans le Maroc actuel par les contrées méridionales de l'empire à différentes époques et dans des circonstances diverses.
Ce sultan, voulant opposer aux habitants irréductibles des montagnes du Maghreb des guerriers n'ayant aucune attache avec ces Berbères, crée d'une part, une armée noire dite des Abid Bokhari et, de l'autre, des corps ou guichs composés des Banu Hilal et Banu Maqil.
Ils sont cantonnés dans des pays d'eaux et de pâturages, de collines, de vallées et de plaines bien arrosées, où ils cultivent un sol varié et riche permettant toutes cultures et où ils élèvent du bétail.

### Colonisation
Beaucoup de tribus hilaliennes ont participé à des luttes contre la colonisation en tout temps, avec plusieurs leaders tribaux ou des leaders anti-coloniaux nationaux, mais issus des Banu Hilal, comme Cherif Boubaghla, chef de tribu des Beni Amer de l'Oranie, ce dernier rejoindra la cheffe kabyle, Lalla N'soumer, dans sa lutte contre les colons français, et encore plus récemment avec la guerre d'indépendance comme Mohamed Boudiaf et Larbi ben Mhidi qui est d'origine hilalienne,,.

## Conséquences

### Mutation hilalienne
L'arrivée des hilaliens en Afrique du Nord se fait par vague entre les Xe et XIIIe siècles. D'après les historiens, la pression des migrations hilâliennes serait un véritable  "raz-de-marée humain", responsable du déclin irrémédiable de l'élément indigène (berbère), et de sa plongée dans une situation « orientale », si bien que dans l'ensemble du Maghreb la majorité des Berbères étaient sous domination arabe, desquels les tribus arabes prélevaient de lourds tributs. Les mutations démographique, socio-culturelle et politique provoquées par ce flux migratoire a d'importantes conséquences, si bien qu'elle est auparavant qualifiée de « catastrophe hilalienne »,.
Cette caractéristique catastrophique est toutefois contestée. Un débat historiographique sur cette question prend place durant la fin de la période coloniale française. Dans ce contexte colonial, les groupes berbères et arabes sont mis en opposition, appliquant aux arabes une charge négative. Le renversement de l'hégémonie est en réalité soutenu par une crise de pouvoir au sein du Maghreb berbère et l'afflux migratoire important sur lequel peuvent s'appuyer les hilaliens,.
En effet, le phénomène hilalien et son impact sur l'Afrique du Nord n'est plus perçu comme un événement violent et rapide, mais comme un long processus migratoire dans lequel les rapports de force entre le Maghreb et l'Orient évoluent. Plusieurs facteurs réduisent progressivement l'influence du Maghreb, au profit de l'arabisation hilalienne : le déplacement vers l'est des routes commerciales transsahariennes, les concurrences militaire et commerciale italienne et méditerranéenne, l'arabisation progressive des territoires frontières provoquée par le déplacement continu de tribus nomades.

### Statistiques démographiques et arabisation
Les estimations en termes de déplacement de population varient selon les historiens de 700 000 à 1 million. L'arabisation s'effectue par l'assimilation des hilaliens aux populations indigènes et notamment par de nombreux mariages. En effet, afin de préserver les territoires et réduire les risques d'incursions hostiles, les Zirides marient leur filles aux hilaliens. Cette stratégie leur permet de repousser leur chute jusqu'au XIIe siècle.
Selon Luis del Mármol Carvajal les hilaliens auraient été plus d'un million à immigrer au Maghreb entre 1051 et 1110, et l'historien estime la population hilalienne à son époque au XVIe siècle à 4 millions d'individus,. Les Hilaliens ont contribué dans une large mesure à l'arabisation des populations berbères du Maghreb. À la suite des conquêtes hilaliennes, la langue arabe a bien plus progressé en Afrique du Nord qu'au cours du VIIe siècle.
D'après Dominique Tabutin, la population du Maghreb était estimée à 6,5 millions en l'an 1000. Toutefois, les « chiffres anciens sont fortement exagérés et ne peuvent pas servir de base d’estimation sérieuse ».

## Généalogie

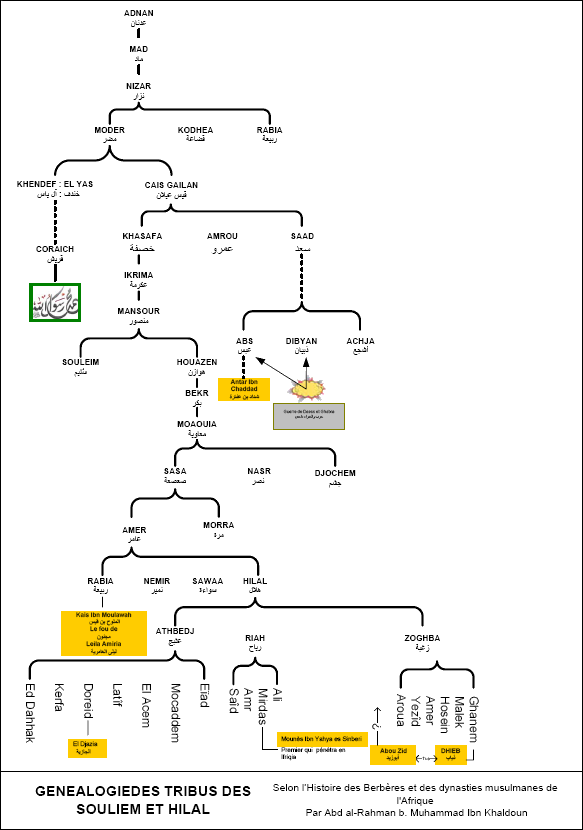
Arbre généalogique des Banou Souleim et Banou Hilal selon Ibn Khaldoun.

La tribu originelle des Banu Hilal est composée de trois fractions[source secondaire souhaitée] :
- Athbaj : Doreid, Taouba, Bokhtor, Kerfa, Dahak, Aiadh, Latif ;
- Riyāh : Mohammed, Sinber, Douaouida, ‘Amr Ibn Mūhāmmād al-Akḥdārī ;
- Zughba : Sad, Khachna, Amir, Yazid, Suwayd, Malek et les Ghanem

Lors de leur migration vers le Maghreb, les Banu Hilal sont rejoints par trois autres groupes tribaux arabes :
- Jochem : Corra, Acem, Mocaddem, Khlot, Sefiane, Jaber ;
- Maqil : Hedadj, Kharadj, Chebanat, Ghosl, Metarfa, Thaleba, Ahlaf ;
- Sulaym : Zoghb, Heïb, Mirdas, Aouf, Kaoub, Hakim, Debbab, Ouchah, Djouari.

De plus, comme le précise Ibn Khaldoun, on cite aussi parmi elles la tribu de Rebiâ, mais nous ne connaissons à présent aucune peuplade de ce nom, à moins que ce soit celle qu’on appelle les Maaqil, ainsi que le lecteur verra plus tard. Avec la tribu de Hilal, il entra en Ifriqiya une foule mélangée, composée d’Arabes appartenant aux tribus des Fezara et d’Achedja (branches de celle de Ghatafan), de Djochem-Ibn-Muawya-Ibn Bekr-Ibn-Houazen, de Seloul-Ibn-Morra-Ibn-Sâasâa-Ibn-Muawya, d’El-Maqil, branche de la grande famille des Arabes yémenites, d’Aniza-Ibn-Asad-Ibn-Rebiâ-Ibn-Nizar, de Thawr-Ibn-Muawya Ibn-Abbada-Ibn-Rebiât-el-Bekka-Ibn-Amer-Ibn-Sâasâa, d’Adouan-Ibn-Omar-Ibn-Caïs-Ibn-Ghaïlan, et de Matroud, famille dela tribu de Fehm-Ibn-Caïs/ Mais toutes ces fractions de tribu étaient, pour ainsi dire, englobées dans la tribu de Hilal et surtout dans la tribu-branche d’El-Athbedj, parce que cette famille exerçait le commandement sur toutes les autres lors de leur entrée eu Ifrikya[source secondaire souhaitée].

## Taghribat Bani Hilal
Taghribat  (marche vers l'ouest) Bani Hilal ou l'Épopée hilalienne (Épopée Al-Sirah al-Hilaliyyah, inscrite au patrimoine culturel immatériel de l'humanité) est répartie en trois cycles principaux. Les deux premiers rassemblent les événements qui se déroulent en Arabie et dans divers pays de l'Orient; la troisième relate la migration des Hilal vers l’Afrique du Nord. Les récits et les enregistrements que le poète folklorique Abdel Rahmane al-Abnoudi a recueillis auprès de bardes de la Haute-Égypte.
Il existe trois formes de récits :
- le poème classique entrecoupé de passages en prose rimée ;
- le mawwal chanté
- et enfin le récit poétique libre[28].

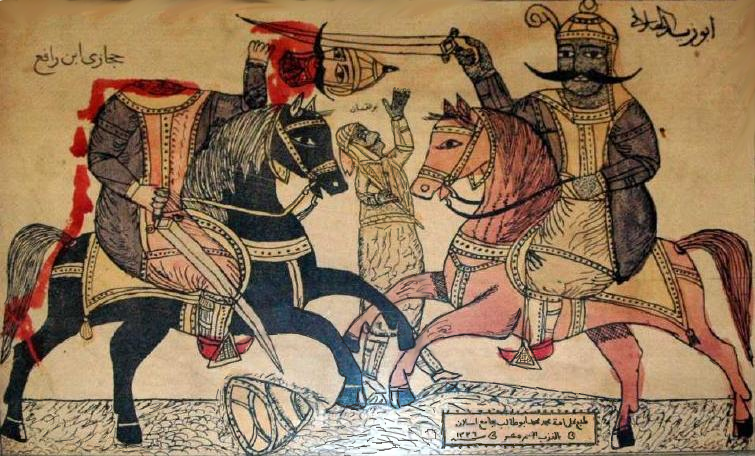
Abou Zeid al-Hilali décapitant Hijazi Ibn Rafaa
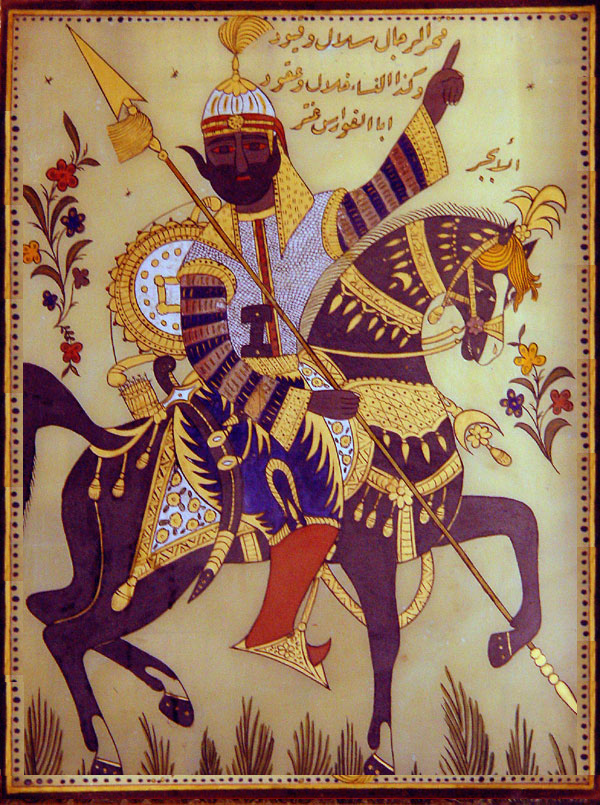
Antar Ibn Chaddad
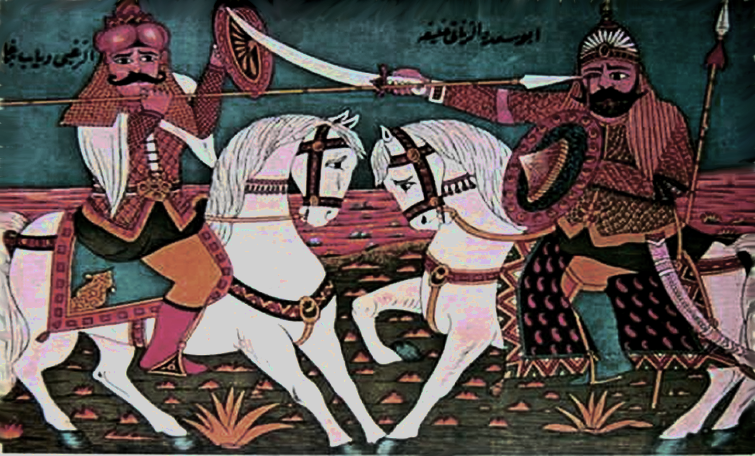
Diab Ibn Ghanem contre El-Muezz Ibn Badis
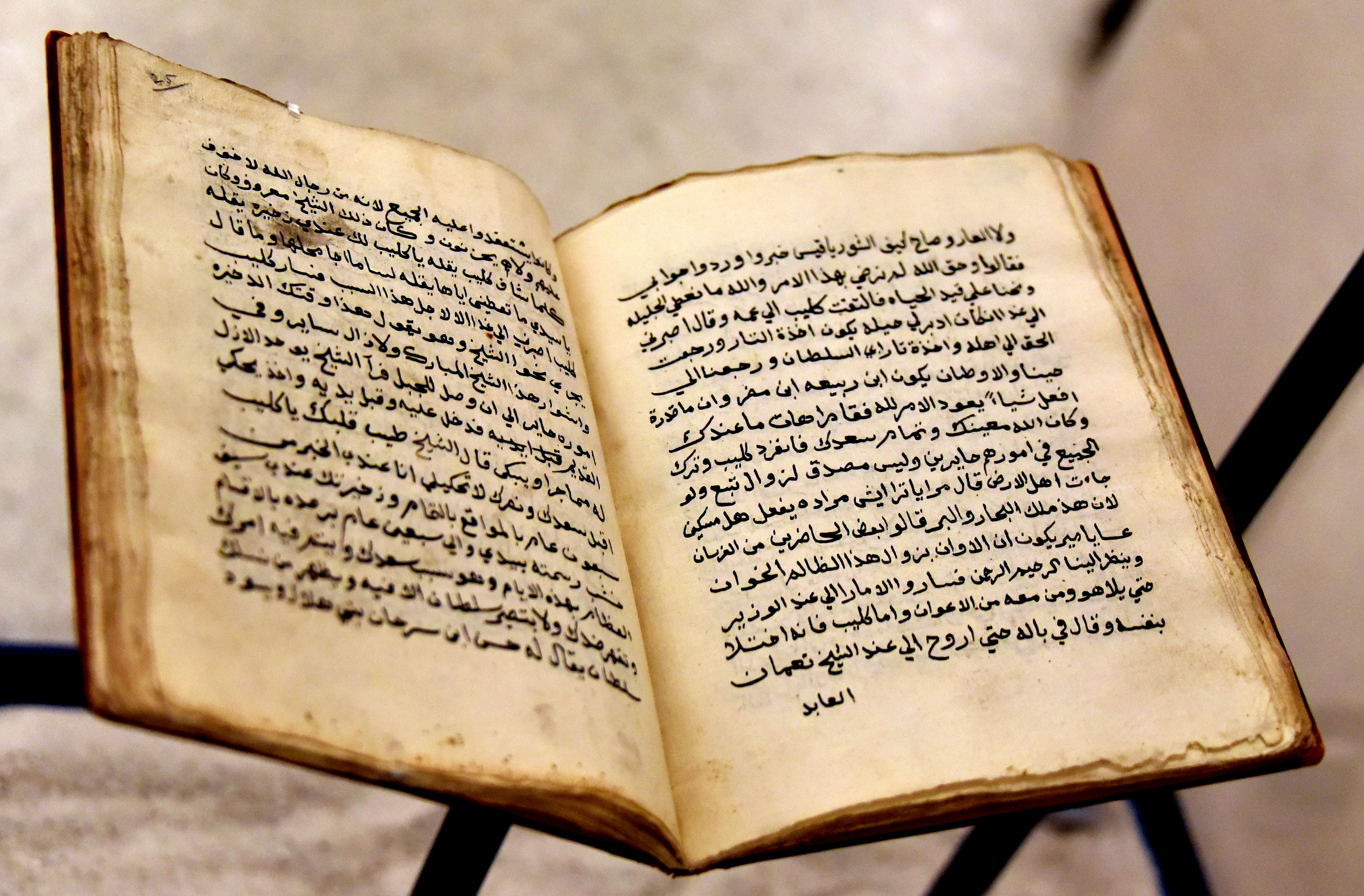
Un manuscrit de Taghribat Bani Hilal

## Hilaliens notables
Dans Histoire des Berbères et des Arabes en Afrique du Nord, Ibn Khaldoun érige une liste de "chefs hilaliens de grand renom" au Maghreb : 
- Des Athbedj : 
  - Hassan Ibn Serhan,
  - son frère Badr ibn Serhan
  - Fadl ibn Nahed
- Des Qorra : Salama ibn Rizq.
- Des Kathir (sous-branche des Athbedj): Shibana Ibn Ohaymer et son frère Soulaycel ibn Ohaymer.
- Des Thawr : Dyab ibn Ghanem (surnommé Abu Mukhayber, parmi les premiers éclaireurs en Ifrikiya, toujours selon Ibn Khaldoun dans le même extrait) et Mounes ibn Yahya.
- Des Dahhak : Zeid ibn Zidan.
- Des Himyer : Thulaydjan ibn Abbes.
- Mirdass : Zeid Adjadj ibn Fadel, Fared Ibn Abi al-Ghayth et son frère Abed, El Fadl ibn Abi Ali[29]

Outre Ibn Khaldoun : 
- Khalid ibn al-Walid, grand conquérant musulman, dont la mère, al-Asma bint al-Harith ibn Hazn, était issue de la tribu Banu Hilal.
- Diab ibn Ghanem : célèbre militaire de l'armée hilalienne, ayant entre autres participé à la bataille de Haydaran, dans laquelle il l'emporte sur l'armée Ziride auprès des forces hilaliennes
- Zaynab bint Khouzayma ibn al-Hārith al-Hilālīya : cinquième épouse du prophète, n’appartenant pas au Banu Quraysh, surnommée Umm Al-Masakin (أم المساكين) pour sa générosité envers les pauvres, déjà avant l’Islam.
- Muhriz ibn Ziyad : Émir Hilaliens issue des Riyah, qui a lutté contre l'avancée Almohades et leader à la Bataille de Sétif.
- Achraf Hakimi : célèbre joueur de foot marocain originaire de oued Zam et de la tribu arabe des Ouardigha de Tadla.
- Maymuna bint-Al Harith Al-Hilaliya : dernière épouse du prophète, et donc l’une des mères des croyants, selon l’appellation musulmane.
- Humayd ibn Thawr Al-Hilali : célèbre poète arabe, converti après la bataille de Ḥunayn, défenseur de l’Islam et du Prophète dans ses vers[30] (il est Humayd ibn Thawr ibn Abd Allah ibn Amer ibn Abi Rabiah ibn Nahik ibn Hilal.)
- Lubaba bint al-Harith : première femme à s’être convertie à l’Islam (après Khadija bint Khuwaylid), mère du célèbre compagnon Abdullah ibn Abbas.
- Omar al-Mokhtar (1858-1931), lion du désert, cheikh musulman soufi libyen, un chef de l'opposition armée à l'occupation italienne.
- Les Cheikh al-Arab et l'aristocratie du makhzen du Bey de Constantine auprès des Zibans, les Ben Gana et les Bou Akkaz (Dhouaouda).
- Le célèbre chanteur du chant bédouin oranais, considéré comme la source du Raï, Cheikh Hamada, de banche Zoghba des Hilaliens, de la tribu des Medjaher, entre Mostaganem et Chlef.
- Bakr El Helali : joueur de foot marocain.
- Saliha : chanteuse tunisienne
- Mohamed Boudiaf : ancien Président de l'Algérie et membre fondateur du FLN. Issu de la famille des al-Diyafat (plus tard Boudiaf) du clan Awlad Abd al-Haqq (issue des  Ouled Madhi , une tribu Yazid ben Zoghba, une des branches des Banu Hilal)[31],[32].
- Abu Faysal Alwi ben Jaradan : Cheikh des Banu Hilal au Yémen, leader de la résistance contre les Houthis avec sa tribu[33].
- Mebarek el Mili, issue des Awlad Mbarek ben Habas[34]
- Aboubaker Djaber el Djazaïri : Savant islamique algérien
- Chérif Boubaghla[13] : résistant anti-colonial algérien des Beni Amer
- Mhammed al-Ayashi (al-Maliki al-Zoghbi) : résistant anti-colonial marocain issues des Bani Malek

## Sources, notes et références
1. ↑  Horchani, Ines, « La traduction des littératures orales comme copie originale : l'exemple des contes berbères et de la geste hilalienne », sur journals.openedition.org (consulté le 6 novembre 2024).
2. ↑  Limousin 2005, p. 125
3. 1 2 3 4 5  Mohamed Ghali El Fassi (dir.), Comité scientifique international pour la rédaction d'une Histoire générale de l'Afrique, Histoire générale de l'Afrique : L'Afrique du VIIe au XIe siècle, vol. III, UNESCO, 1980, 948 p. (ISBN 92-3-201708-3, lire en ligne), p. 359-363
4. 1 2 3 4 5  (en) Idris El Hareir et Ravane Mbaye, The Spread of Islam Throughout the World, UNESCO (lire en ligne), p. 407-409
5. ↑  François Decret, Les invasions hilaliennes en Ifrîqiya, Paris, Clio, septembre 2003 (lire en ligne)
6. ↑  Pellegrin 1948, p. 246
7. ↑  Goldziher 2009, p. 23
8. 1 2  Buresi et Ghouirgate 2013, p. 81.
9. ↑  Populations Crises and Population Cycles, Claire Russell, W. M. S. Russell.
10. ↑  Claude Horrut, Ibn Khaldûn, un islam des "Lumières" ?, Bruxelles/Paris, COMPLEXE (EDITIONS), 2006, 227 p. (ISBN 2-87027-998-1, lire en ligne), p. 53
11. ↑  Camps 1983
12. ↑  Ismaël Hamet, « Notice sur les Arabes hilaliens », Revue d'histoire des colonies, vol. 20,‎ 1932, p. 241–264 (DOI 10.3406/outre.1932.2836, lire en ligne, consulté le 16 août 2016)
13. 1 2  Ahmed Bencherif, Marguerite, Paris, Publibook, 2008, 449 p. (ISBN 978-2-7483-4202-4 et 2-7483-4202-X), chap. 1, p. 204.
14. ↑  « Fh-Dn-U09-WAAIdgk-X », sur ImgBB (consulté le 9 novembre 2022)
15. ↑  « Fh-Dlp-Kh-Xo-AAq-Axp », sur ImgBB (consulté le 9 novembre 2022)
16. ↑  « Fh-Dlpl-XXg-AEbpgc », sur ImgBB (consulté le 9 novembre 2022)
17. ↑  Buresi et Ghouirgate 2013, p. 81-82.
18. ↑  Buresi et Ghouirgate 2013, p. 82.
19. ↑  Buresi et Ghouirgate 2013, p. 82-83.
20. 1 2  Buresi et Ghouirgate 2013, p. 84.
21. ↑  « « ("revue tunisienne", Institut de Carthage, n:120, p.314) », sur ImgBB (consulté le 15 novembre 2022)
22. ↑  Luis del (1520?-1600) Auteur du texte Marmol y Carvajal et Diego de (15-158 ) Auteur du texte Torres, L'Afrique de Marmol. 1 / de la traduction de Nicolas Perrot, sieur d'Ablancourt... avec l'Histoire des chérifs, traduite de l'espagnol de Diego Torrès par le duc d'Angoulème le père, revue et retouchée par P. R. A. [Pierre Richelet], 1667 (lire en ligne)
23. ↑  Ernest Carette, Origine et migrations des principales tribus de l'Afrique septentrionale: Et particulièrement de l'Algérie, Collection XIX, 12 mai 2016 (ISBN 978-2-346-06735-0, lire en ligne)
24. ↑  Gabriel Camps, « Comment la Berbérie est devenue le Maghreb arabe. », Revue des mondes musulmans et de la Méditerranée, vol. 35, no 1,‎ 1983, p. 7–24 (DOI 10.3406/remmm.1983.1979, lire en ligne, consulté le 17 mai 2025)
25. ↑  (en) « Islamic world - Conversion of Mongols to Islam », sur Encyclopedia Britannica (consulté le 13 septembre 2021)
26. ↑  L'Histoire de la population de l'Afrique du Nord au IIe millénaire; - Dominique Tabutin (lire en ligne)
27. 1 2  Ibn Khaldoun, Histoire des Berbères et des dynasties musulmanes de l'Afrique septentrionale, p86.
28. 1 2  Musique et spectacle : Le théâtre lyrique arabe - Esquisse d'un itinéraire... Par Mohamed Garfi, p. 38.
29. 1 2  ʻAbd-ar-Raḥmān Ibn-Muḥammad Ibn-Ḫaldūn, Histoire des Berbères et des dynasties musulmanes de l'Afrique septentrionale: collationné sur plusieurs manuscrits, Impr. du Gouvernement, 1852 (lire en ligne), p. 37
30. ↑  « حميد بن ثور الهلالي », sur المرجع الالكتروني للمعلوماتية (consulté le 19 juin 2024)
31. ↑  (ar) aboualkacem, « جينات (بوضياف) رئيس الجزائر ومفجر ثورتها — Algerian President (Boudiaf) DNA », sur tribus Algeriennes,‎ 29 juin 2018 (consulté le 19 janvier 2023)
32. ↑  (ar) aboualkacem, « قبيلة أولاد ماضي الهلالية ( المسيلة ) tribu ouled madhi hilelienne ( m’sila ) », sur tribus Algeriennes,‎ 20 février 2017 (consulté le 8 juin 2024)
33. ↑   [vidéo] « العرض العسكري لقبائل بني هلال ... احفاد ابو زيد الهلالي بشبوة », ابوبكر المحضار,‎ 4 mars 2015, 4:49 min (consulté le 1er juillet 2024)
34. ↑  (ar) « ترجمة مختصرة للشيخ العالم مبارك الميلي..رحمه الله | مركز سلف للبحوث والدراسات »,‎ 2 septembre 2018 (consulté le 22 juillet 2024)